# Metachrostis sefidi
Metachrostis sefidi là một loài bướm đêm trong họ Erebidae.